# Resolutie 266 Veiligheidsraad Verenigde Naties
Resolutie 266 van de Veiligheidsraad van de Verenigde Naties werd op 10 juni 1969 unaniem aangenomen, en verlengde de vredesmacht in Cyprus met een half jaar.

## Achtergrond
In 1964 was de VN-vredesmacht UNFICYP op Cyprus gestationeerd na geweld tussen de Griekse- en de Turkse bevolking op het eiland. Het mandaat van die vredesmacht werd in de jaren daarop keer op keer verlengd.

## Inhoud
De Veiligheidsraad bemerkte het rapport van de Secretaris-Generaal waarin werd gesteld dat het behouden van de vredesmacht UNFICYP in Cyprus in de huidige omstandigheden noodzakelijk was om de vrede te handhaven. De Veiligheidsraad bemerkte ook dat de overheid van Cyprus het ermee eens was dat het noodzakelijk was om de vredesmacht na 15 juni op het eiland te behouden. De Veiligheidsraad bemerkte ook dat de vooruitgang in Cyprus volgens het rapport gedurende de observatieperiode behouden bleef.
De resoluties 186, 187, 192, 193, 194, 198, 201, 206, 207, 219, 220, 222, 231, 238, 244, 247, 254 en 261 werden bevestigd.
De partijen werden aangespoord om zich terughoudend en constructief op te stellen en samen te werken. De vredesmacht in Cyprus werd nogmaals verlengd, tot 15 december. Verwacht werd dat tegen dan voldoende vooruitgang zou zijn geboekt om de troepen terug te trekken.

## Verwante resoluties
- Resolutie 274 Veiligheidsraad Verenigde Naties
- Resolutie 281 Veiligheidsraad Verenigde Naties

Lijst ·  263 ·  264 ·  265 ·  266 ·  267 ·  268 ·  269 ·  270 ·  271 ·  272 ·  273 ·  274 ·  275